# Erina coeruleus
Erina coeruleus är en fjärilsart som beskrevs av Johannes Karl Max Röber 1886. Erina coeruleus ingår i släktet Erina och familjen juvelvingar. Inga underarter finns listade i Catalogue of Life.